# Burg Volperhausen (Morsbach)

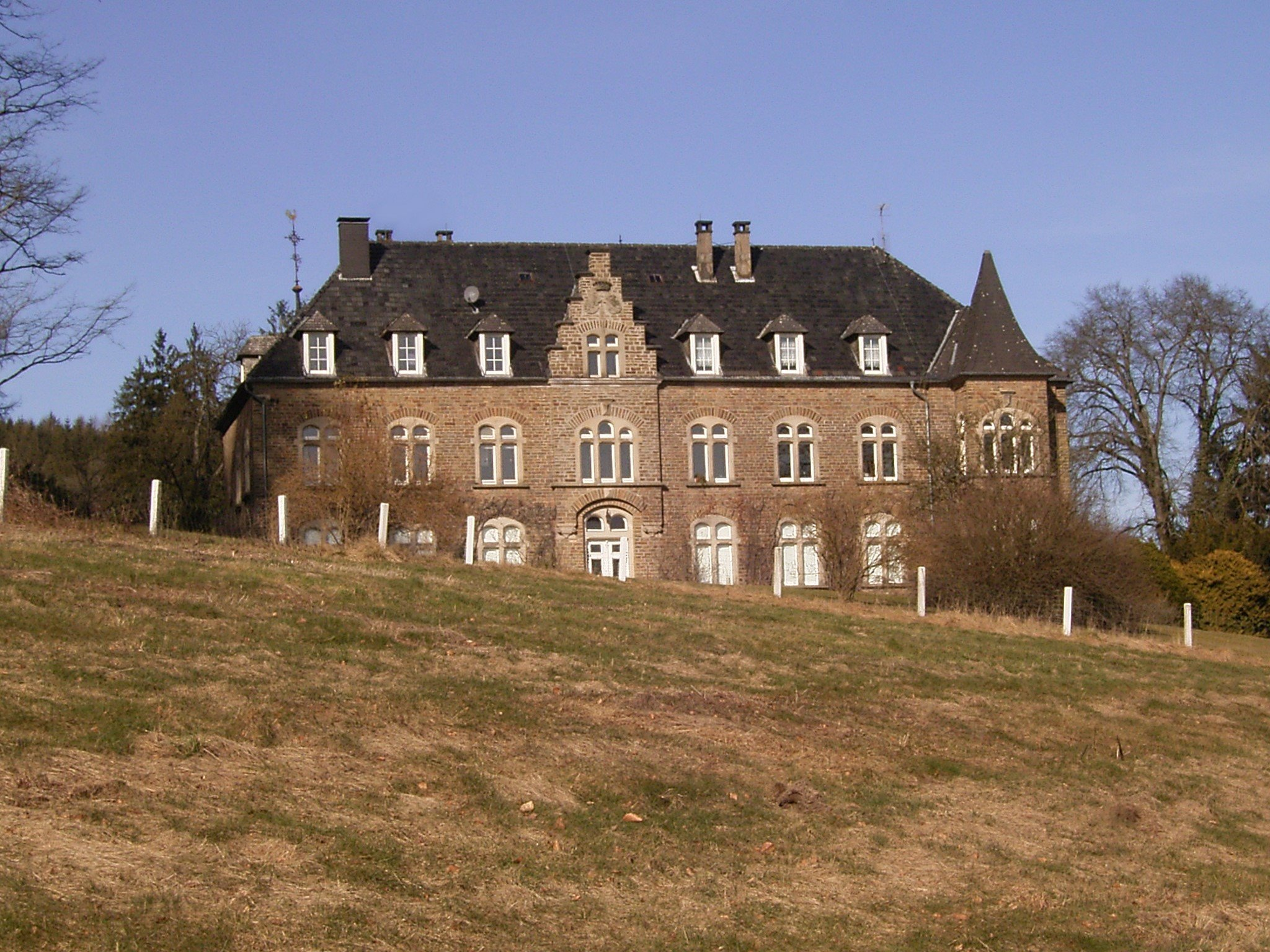
Burg Volperhausen

Burg Volperhausen ist ein Ortsteil von Morsbach im Oberbergischen Kreis im südlichen Nordrhein-Westfalen innerhalb des Regierungsbezirks Köln. Der Ortsteil ist benannt nach der gleichnamigen Burg Volperhausen.

## Lage und Beschreibung
In ländlicher, waldreicher Umgebung liegt Burg Volperhausen am südlichsten Zipfel des Oberbergischen Kreises.  Die Städte Gummersbach (38 km), Siegen (50 km) sowie Köln (75 km) sind rasch zu erreichen.
Benachbarte Burg Volperhausener Ortsteile sind Volperhausen im Norden, und Zinshardt im Süden.

## Geschichte

### Erstnennung
Burg Volperhausen wurde im Jahre 1462 erstmals erwähnt, der Touristikverband Oberbergisches Land spricht auf seiner Homepage vom Beginn des 16. Jahrhunderts. Ursprünglich war die Burg im Besitz der Grafen von Hatzfeldt als Vorposten von deren Schloss Crottorf. Im weiteren Verlauf wechselte sie mehrmals den Besitzer und gehört heute den Freiherren von Schorlemer.

### Eisenbahn
Bis 1925 gab es hier einen gleichnamigen Haltepunkt der Wissertalbahn von Hermesdorf nach Morsbach und Wissen, die im Zweiten Weltkrieg zwischen Morsbach und Wissen (Sieg) teilweise zerstört wurde. Sie wurde in diesem Abschnitt nicht wiederaufgebaut und bald darauf stillgelegt.